# Centromerus latidens
Centromerus latidens là một loài nhện trong họ Linyphiidae.
Loài này thuộc chi Centromerus. Centromerus latidens được James Henry Emerton miêu tả năm 1882.